# Pierre Pruvost (Maler)
Pierre Pruvost (* 1921 in Amiens; † 2008 in Antibes) war ein französischer Maler und Mitglied des Salon d’Automne.

## Leben
Pierre Pruvost wurde 1921 in Amiens geboren. Anfänglich war Pruvost besonders von Cézanne beeinflusst. Nach einer klassischen Ausbildung der Bildenden Künste gewann er 1951 den Fénéon-Preis. Ein Jahr später erhielt er den Abd-el-Tif-Preise für ein zweijähriges Stipendium mit Aufenthalt in der Villa Abd-el-Tif in Algier. Ausgewählt für diesen Preis wurden die Künstler, die auf den offiziellen Salons ausstellten: dem Salon des artistes français, dem Salon d’Automne, dem Salon des Tuileries. Die Städte Bejaia und Tipasa sowie der Süden Algeriens inspirierten Pruvost. Die vibrierenden Farben in seinen Gemälden offenbaren sein Talent als Kolorist. Seine Gestaltung vermittelt den Eindruck von Standbildern und die komplexen Kompositionen erinnern an Albert Marquets.
1954 kehrte er nach Frankreich zurück, um sein Lieblingsthema zu malen: die Küste und die Häfen. 1950 stellte er in der Galerie Guiot in Paris zusammen mit seinem Freund François Desnoyer aus. Ab 1955 wurde er von der berühmten Galerie Charpentier präsentiert.
Seine lebhafte und farbenfrohe Malerei drückt sich in den Ausblicken auf Antibes, den Hafen, den belebten Strand, die Badegäste und die bunten Sonnenschirme aus. Bis zu seinem Tod 2008 verblieb Pruvost in Antibes. Das Museum von Cagnes würdigte ihn 1993 mit einer großen Retrospektive. Pierre Pruvost ist in vielen französischen, öffentlichen Sammlungen vertreten.

## Ausstellungen
- Paris, März 1950 Galerie Guiot
- Algier 1952, Villa Abd el Tif
- Paris 1955–1956 Galerie Charpentier
- „L’École de Paris“ 1961, 1963, 1972
- Galerie Versailles 1992
- Ausstellungen aus Französisch Afrika Cercle algérianiste (Anriboul), Musée de Cagnes-sur-Mer, 1993, „Hommage à Pierre Pruvost 50 ans de peinture“

## Werke
Werke von Pierre Pruvost befinden sich im Musée des Beaux Arts d'Alger und F.N.A.C. Rathaus von Gueret, sowie in den Museen von Poitiers, Amiens, Belfort, Algier, Tipasa, Besançon, Montpellier, Rodez, Avignon, Saint-Cyprien, Turin, Bagnols-sur-Cèze und der Antibes Collection Pierre Pruvost.